# Västtrafik
Västtrafik是瑞典西約塔蘭省的公共交通服務機構，成立於1998年，主要負責西約塔蘭省及哈兰省孔斯巴卡的公共交通。旗下主要由巴士、電車、火車及渡輪服務組成，每日客運量達44萬人次。

## 歷史
Västtrafik成立於1998年，當時正值哥德堡和布胡斯省、艾爾夫斯堡省和斯卡拉堡省合併為西約塔蘭省。三個縣的四個交通部門（哥德堡地區地方交通部門、Bohustrafiken 交通部門、Älvsborgstrafiken 交通部門和 Skaraborg 縣交通部門）亦一併合併，組成新的交通部門。在1998年-2000年的過渡期，各縣仍然使用其原本的部門名稱，至2000年才正式同一更名為Västtrafik。至於票務系統，每個縣使用的各有不同，至2010年才整合使用同一個系統。

## 服務
Västtrafik負責管理西約塔蘭省及哈蘭省孔斯巴卡市的巴士、火車、電車及渡輪服務，服務遍布如下：
- 西約塔蘭火車（瑞典语：Västtågen）：行走於西約塔蘭省內部，同時亦與延雪平省的交通服務機構Jönköpings länstrafik合作營運開往奈舍的列車服務。
- 哥德堡通勤列車（瑞典语：Göteborgs pendeltåg）：營運來往哥德堡到阿靈索斯、孔斯巴卡及艾尔文恩的列車服務。
- 哥德堡電車（Spårväg i Göteborg）：營運在哥德堡市及默恩达尔內的電車路綫。

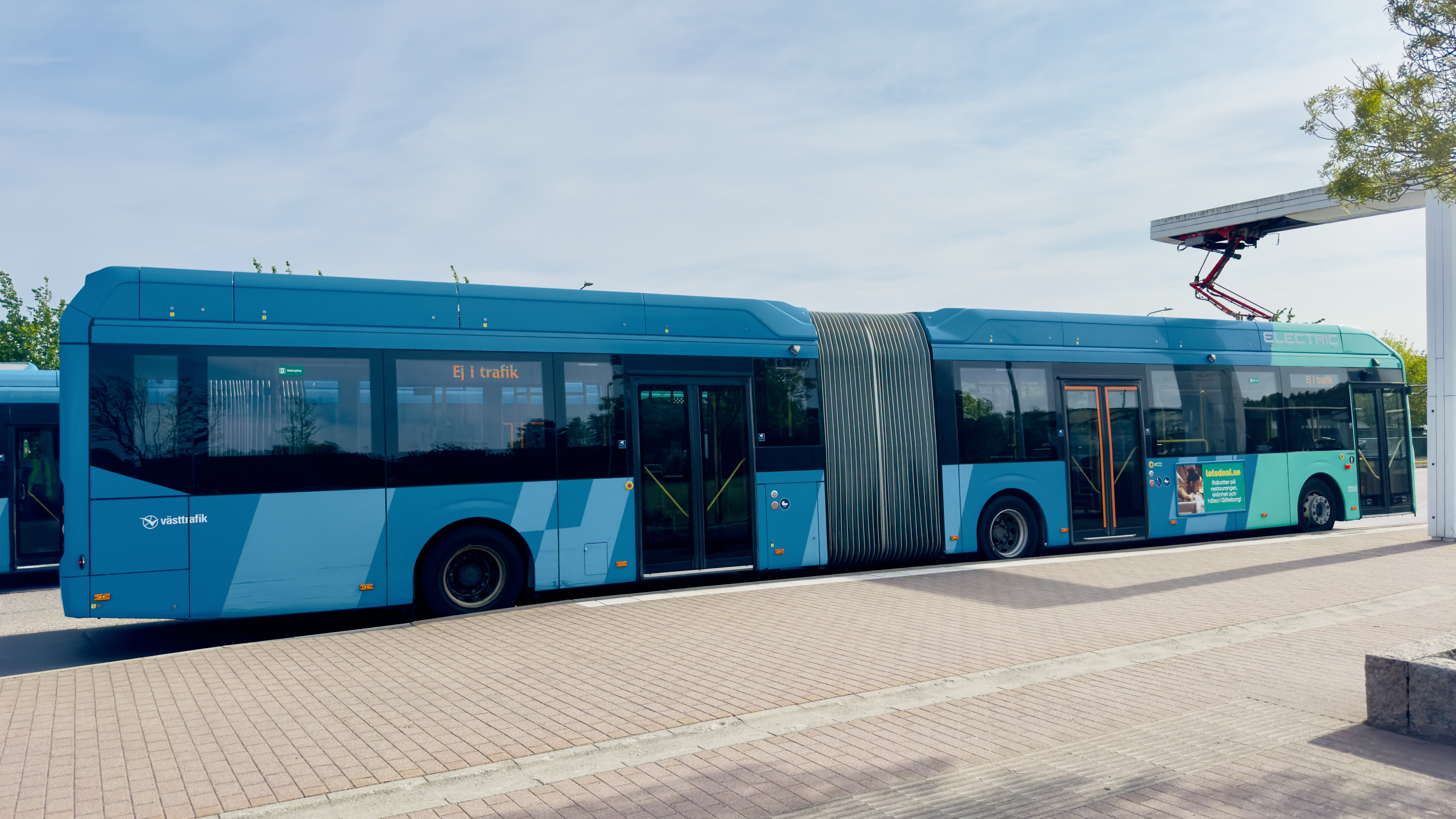
一輛正在充電的Västtrafik電動巴士

- 一輛正在充電的Västtrafik電動巴士巴士：營運覆蓋哥德堡、孔艾尔夫、孔斯巴卡、阿靈索斯、布羅斯、法爾雪平、斯卡拉、舍夫德、利德雪平、瑪麗斯塔德、特羅爾海坦、維納什堡及乌德瓦拉的巴士路線。
- 快線巴士（Expressbussar）：連接哥德堡與周邊市鎮。
- 西約塔蘭渡輪（Västtrafik Båt）：服務於沿海岸無固定橋樑連接的島嶼，以及哥德堡的約塔河和呂瑟希爾至斯卡夫托之間的渡輪線路。

## 營運方式
Västtrafik是整個交通網絡的品牌名稱，但實際的日常營運（包括員工及車輛所有權）則是與不同的營運商合作。服務哥德堡及默恩达尔的電車由Göteborg Spårkväger營運。巴士服務則由transdev、vy和Keolis營運。
有一個例外是，Västtrafik出於實際原因（例如新車交貨時間長）擁有Västtrafik品牌的列車。

## 外部連結
- 官方網站